# Chariots of Fire (album)
Chariots of Fire – ścieżka dźwiękowa do filmu Hugh Hudsona Rydwany ognia (Chariots of Fire), autorstwa Vangelisa. Muzyka została uhonorowana Oscarem przez Amerykańską Akademię Sztuki i Wiedzy Filmowej. Oryginalne utwory filmowe nie zostały oficjalnie opublikowane. Na potrzeby wersji płytowej Vangelis dokonał ponownego nagrania kompozycji, wzbogacając je aranżacyjnie. Jedyną kompozycją na płycie, nie napisaną przez Vangelisa, jest Jerusalem autorstwa Huberta Parry'ego. W 2006 r. ukazała się remasterowana przez Vangelisa wersja digipak. 
Utwór Titles, później publikowany pod tytułem Chariots of Fire, zawiera jedną z najsłynniejszych melodii w historii muzyki filmowej. Z racji swej popularności stanowi muzyczny znak rozpoznawczy Vangelisa. Od momentu powstania, utwór jest nieustannie wykorzystywany podczas ceremonii sportowych, jest muzycznym wzorcem dla kompozycji o tematyce sportowej. Był wielokrotnie przetwarzany i parodiowany w komediowych scenach filmowych, zawierających bieg w zwolnionym tempie, nawiązujących do sceny otwierającej Rydwany ognia.

## Lista utworów
1. Titles (3:33)
2. Five Circles (5:20)
3. Abraham's Theme (3:14)
4. Eric's Theme (4:19)
5. 100 Metres (2:02)
6. Jerusalem (2:47)
7. Chariots of Fire (20:41)

## Muzycy
- Vangelis - kompozycja, aranżacja, wykonanie
- Ambrosian Singers, dyr. John McCarthy - chór w utworze „Jerusalem”